# Noßwitz (Elsterberg)
Noßwitz ist ein Ortsteil der Stadt Elsterberg im Vogtlandkreis (Sachsen). Er wurde am 1. Mai 1972 eingemeindet. Zwischen 1952 und 1992 gehörte Noßwitz zum Kreis Greiz im Bezirk Gera bzw. ab 1990 im Freistaat Thüringen. Durch einen Staatsvertrag kamen die Stadt Elsterberg mit Noßwitz und die Gemeinde Görschnitz am 1. April 1992 zum sächsischen Landkreis Plauen. 

## Geographie

Gliederung der Stadt Elsterberg

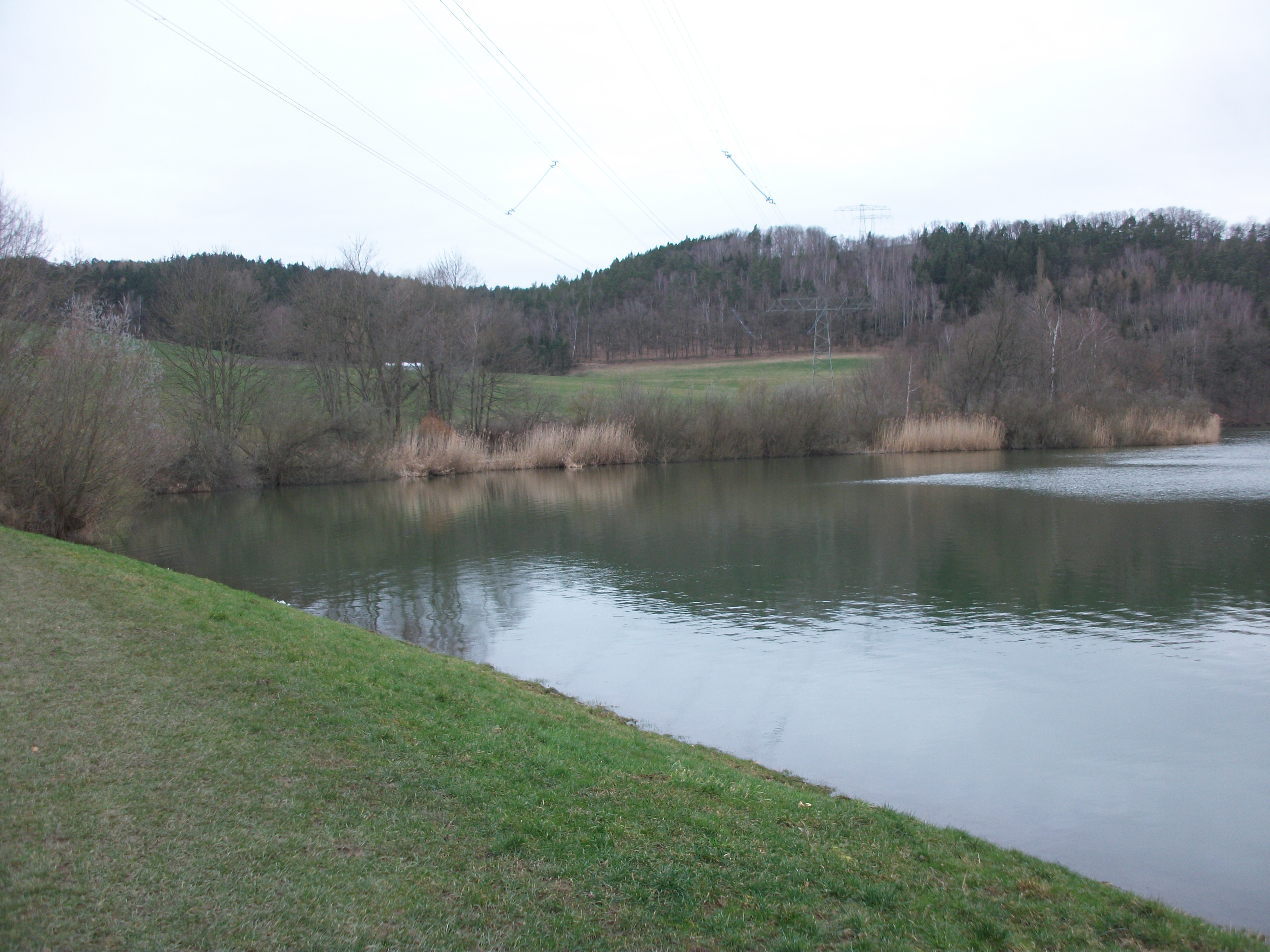
Speicher Greiz-Dölau, Noßwitzer Ufer

### Geographische Lage und Verkehr
Noßwitz befindet sich nördlich der Kernstadt von Elsterberg, westlich der Weißen Elster. In der nordöstlichen Ortsflur befindet sich ein Teil des Speichers Greiz-Dölau, durch den die sächsisch-thüringische Landesgrenze verläuft. Noßwitz ist im Westen, Norden und Osten von Thüringen umgeben (thüringisches Vogtland). Der Ort befindet sich im Osten des Naturraumes Vogtland (Mittelvogtländisches Kuppenland) im sächsischen Teil des historischen Vogtlands. 
Auf dem Ostufer der Weißen Elster verlaufen die Bundesstraße 92 und die Bahnstrecke Gera Süd–Weischlitz. Über eine Brücke über den Fluss und die Bahnstrecke ist der Ort mit der B 92 verbunden. Dort liegt die Haltestelle "Abzweig Noßwitz", die hauptsächlich von der Linie 1 der PRG Greiz nach Greiz und Elsterberg bedient wird. Außerdem verkehrt die TaktBus-Linie 84 des Verkehrsverbunds Vogtland zweistündlich nach Netzschkau und Reichenbach. Noßwitz liegt am Elster-Radweg.

### Nachbarorte
| Tremnitz | Krellenhäuser, Caselwitz                    |           |
| Hohndorf | Kompassrose, die auf Nachbargemeinden zeigt | Sachswitz |
|          | Elsterberg mit Hohengrün                    |           |

## Geschichte

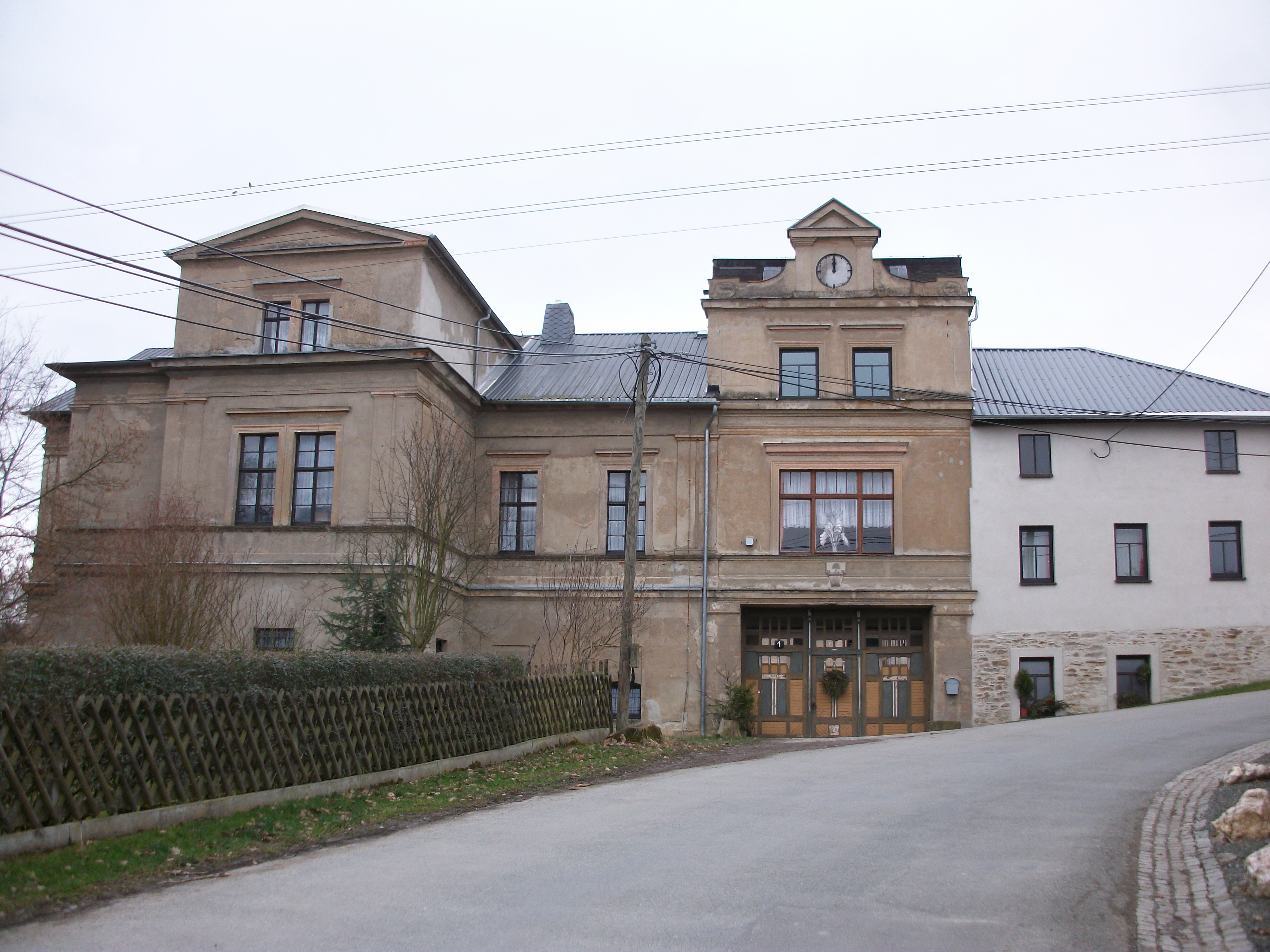
Rittergut Noßwitz (Elsterberg)

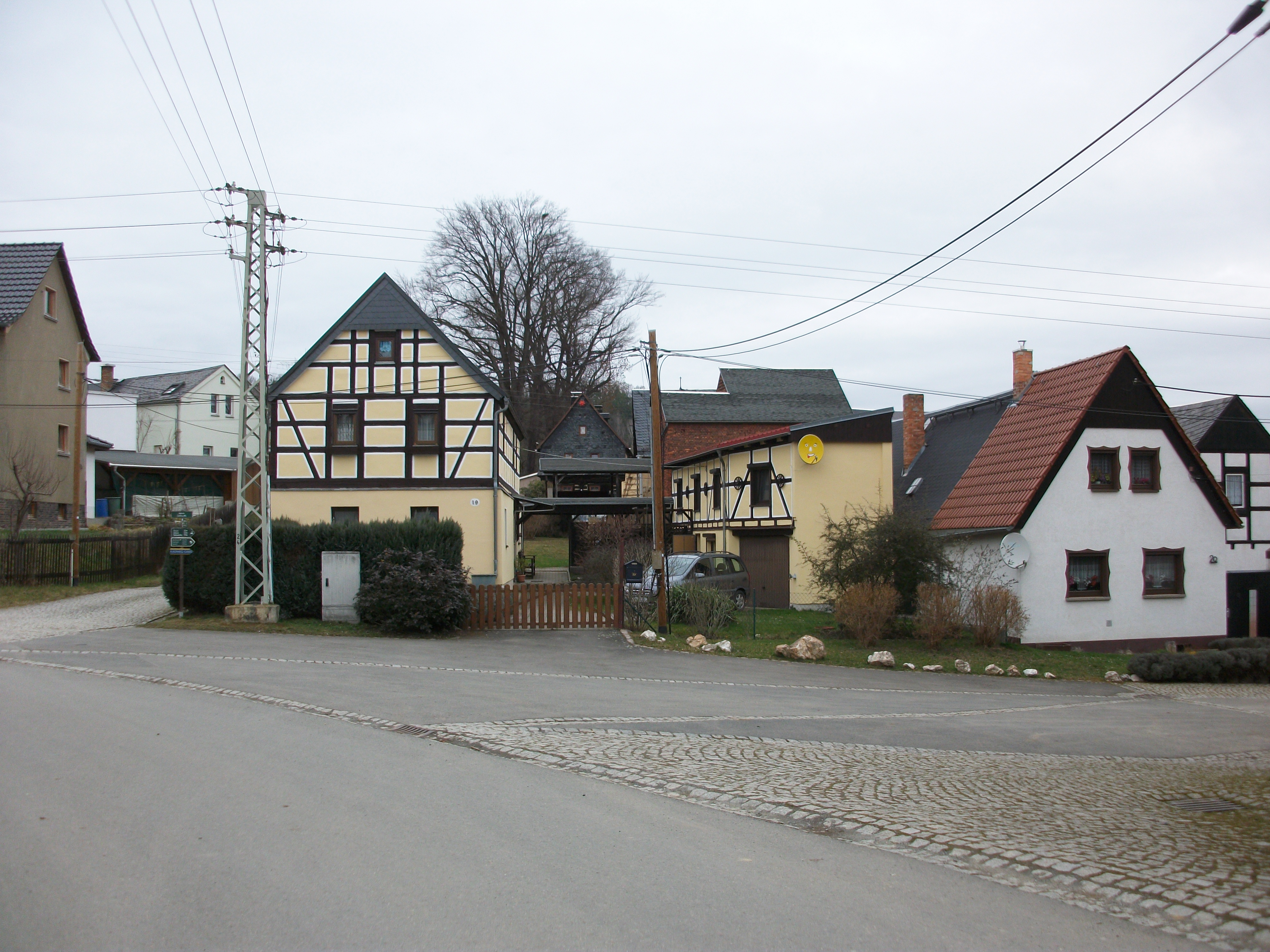
Gebäude in Noßwitz

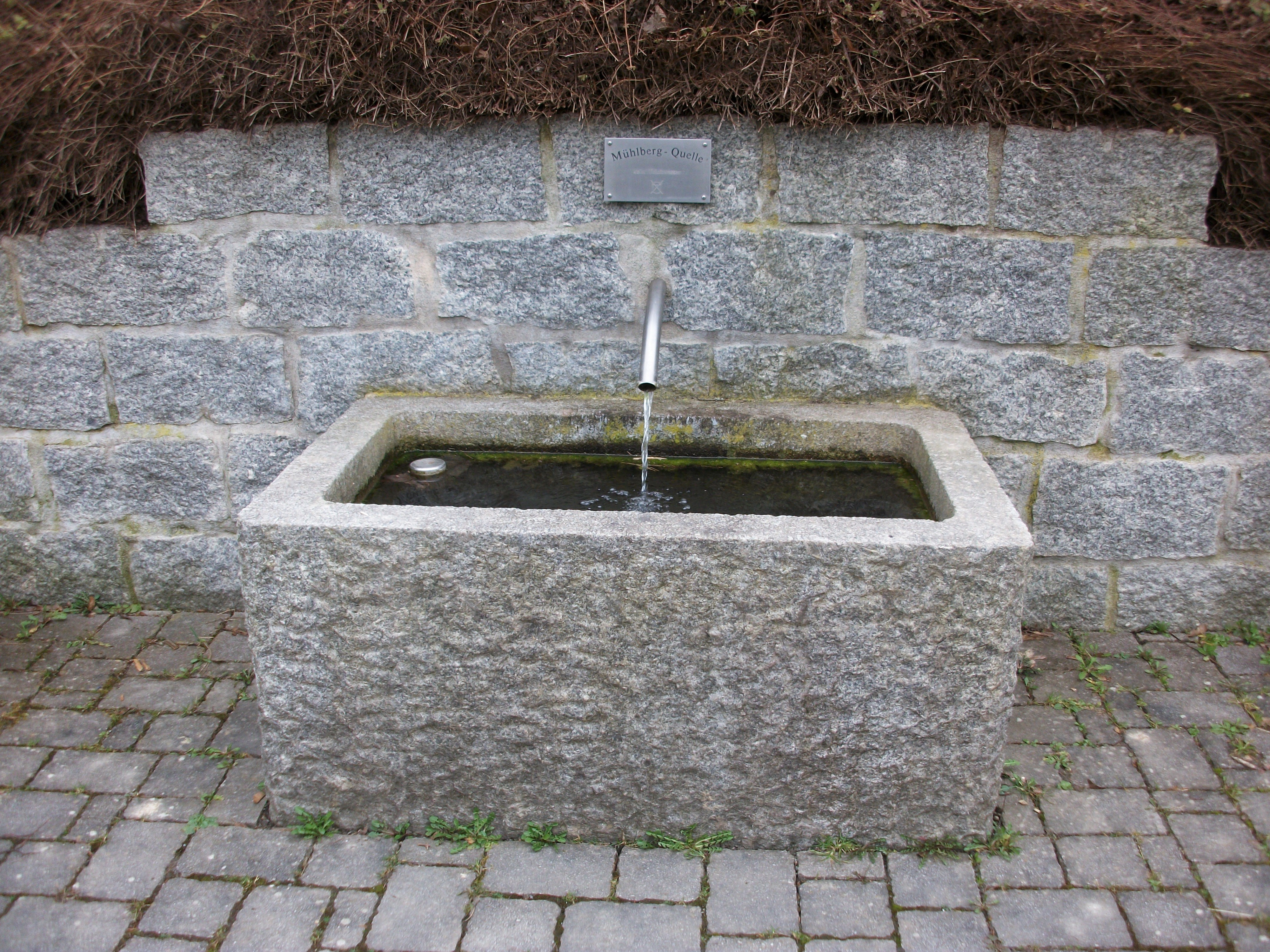
Mühlberg-Quelle in Noßwitz

Vermutlich in der zweiten Hälfte des 12. Jahrhunderts wurde in Noßwitz von den Lobdeburgern ein Vorwerk als Vorläufer des Ritterguts errichtet. Als erster Besitzer wurde 1275 der Ritter Conrad von Elsterberg genannt. Die Erwähnung des Platzdorfs Noßwitz selbst erfolgte erst im Jahr 1366 als Nosswitzcz. Der Ort gehörte ursprünglich zur Herrschaft Elsterberg, die als Folge des Vogtländischen Krieges von 1354–57 von den Lobdeburgern unter die Lehenshoheit der Wettiner kam und im 16. Jahrhundert in das kursächsische Amt Plauen eingegliedert wurde.
Bezüglich der Grundherrschaft gehörte Noßwitz im Jahr 1577 anteilig zu den Rittergütern Kleingera, Thürnhof, und Coschütz. Um 1764 gehörte Noßwitz anteilig zu den Rittergütern Kleingera und Noßwitz. Das Gut in Noßwitz wurde ab 1696 als Rittergut genannt. Es gehörte ab dem 15. Jahrhundert der Familie von Bünau. Anschließend war es ab 1624 bzw. 1648 (unterschiedliche Quellen) im Besitz des Carol von Bose. Auf die Familie von Bose folgte im Jahr 1811 die Familie von Metzsch und 1828 der Freiherr von Mannteufel. Nachdem Heinrich Anton von Grün im Jahr 1842 das Rittergut Noßwitz erworben hatte, gehörte es ab 1901 einer Frau Seiler und ab 1920 Klara Mathilde von Rex, welche beide geborene von Grün waren.
Noßwitz gehörte bis 1856 zum kursächsischen bzw. königlich-sächsischen Amt Plauen. 1856 wurde der Ort dem Gerichtsamt Elsterberg und 1875 der Amtshauptmannschaft Plauen angegliedert. Im Jahr 1886 erfolgte die Umgliederung des sächsischen Anteils von Sachswitz von Noßwitz nach Elsterberg. Kirchlich ist Noßwitz seit jeher nach Elsterberg gepfarrt. Der Umbau der Noßwitzer Mühle zum Elektrizitätswerk erfolgte im Jahr 1911. Einige Räume des Gebäudes wurden bis 1945 durch die Möbelfabrik Franz Neupert genutzt. Im Jahr 1928 erfolgte ein Gebietsaustausch und eine Grenzbereinigung zwischen dem Freistaat Sachsen und dem Land Thüringen. Dadurch wurde ein Teil der Flur von Noßwitz zusammen mit den zu Sachsen gehörenden Splitterflächen von Sachswitz an Thüringen abgetreten. Im Gegenzug erhielt Sachsen einen Teil der Flur von Caselwitz von Thüringen. Seit 1939 war Herbert Seidel Eigentümer des Ritterguts Noßwitz. Er blieb von der Enteignung im Zuge Bodenreform in der Sowjetischen Besatzungszone ab 1945 verschont, weshalb er das Anwesen bis zu seinem Tod im Jahr 1984 besaß. Anschließend wurde es bis 1990 durch die LPG genutzt und kam dann an die Tochter des letzten Besitzers. Zwischen 1949 und 1954 entstand die Talsperre Greiz-Dölau als Speicher Greiz-Dölau in einem alten Seitenarm der Weißen Elster. Sie wird über eine Leitung aus dem Obergraben der Noßwitzer Mühle gespeist und liegt teilweise in der Noßwitzer Flur.
Durch die zweite Kreisreform in der DDR wurde die bisher sächsische Gemeinde Noßwitz gemeinsam mit ihren bisher ebenfalls sächsischen Nachbarorten Elsterberg, Görschnitz, Cunsdorf, Tremnitz und Pansdorf im Jahr 1952 dem Kreis Greiz im Bezirk Gera angegliedert. Am 1. Mai 1972 erfolgte die Eingemeindung von Noßwitz nach Elsterberg.
Die Stadt Elsterberg mit Noßwitz und seine 1952 ebenfalls dem Kreis Greiz zugeordneten einst sächsischen Nachbarorte Görschnitz, Cunsdorf, Tremnitz und Pansdorf gehörten ab 1990 zunächst zum thüringischen Landkreis Greiz. Auf Grundlage des Staatsvertrages zwischen Thüringen und Sachsen wechselten die Stadt Elsterberg (mit Gippe und Noßwitz) und die Gemeinde Görschnitz am 1. April 1992 zum sächsischen Landkreis Plauen. Der Ort Cunsdorf folgte durch einen weiteren Staatsvertrag am 31. Juli 1994. Pansdorf und Tremnitz entschieden sich hingegen für einen Verbleib bei Thüringen. Die einstige Lage von Noßwitz im Kreis und Bezirk Greiz ist bis heute an der Zugehörigkeit zum thüringischen Postleitzahlengebiet 07 erkennbar. Seit 1996 liegt Noßwitz als Ortsteil der Stadt Elsterberg im Vogtlandkreis.